# Фосил (Орегон)
Фосил (енгл. Fossil) град је у америчкој савезној држави Орегон.

## Демографија
По попису из 2010. године број становника је 473, што је 4 (0,9%) становника више него 2000. године.
| Група             | 2000.       | 2010.       |
| Белци             | 440 (93,8%) | 433 (91,5%) |
| Афроамериканци    | 0 (0,0%)    | 0 (0,0%)    |
| Азијати           | 1 (0,2%)    | 4 (0,8%)    |
| Хиспаноамериканци | 17 (3,6%)   | 11 (2,3%)   |
| Укупно            | 469         | 473         |